# Kelly from the Emerald Isle
Kelly from the Emerald Isle è un cortometraggio muto del 1913 diretto da Edward Warren. Il regista qui firma anche la sua prima sceneggiatura.

## Produzione
Il film fu prodotto dalla Solax Film Company.

## Distribuzione
Distribuito dalla Exclusive Supply Corporation, il film - un cortometraggio in tre bobine - uscì nelle sale cinematografiche USA il 3 giugno 1913.